# Саотомска цецилия
Саотомска цецилия (Schistometopum thomense) е вид безкрако земноводно от семейство Caeciliidae, ендемичен за Сао Томе и Илеу даш Ролаш. Среща се в повечето почви на Сао Томе, от тропически влажни равнинни гори до крайбрежни кокосови плантации. Отсъства само в най-сухите северни райони на острова.
Възрастните екземпляри обикновено са с дължина около 30 см; цветът им е ярко жълт.

## Синоними
Видът е описан със следните синоними:
- Siphonops thomensis – Bocage, 1873 г.
- Siphonops brevirostris – Peters, 1874 г.
- Dermophis brevirostris – Peters, 1880 г.
- Dermophis thomensis – Peters, 1880 г.
- Schistometopum thomense – Паркър, 1941 г.
- Schistometopum ephele – Тейлър, 1965 г.
- Schistometopum brevirostris – Тейлър, 1965 г.
- Schistometopum brevirostre – Тейлър, 1968 г.